# Disterigma verruculatum
Disterigma verruculatum är en ljungväxtart som beskrevs av Pedraza. Disterigma verruculatum ingår i släktet Disterigma och familjen ljungväxter. Inga underarter finns listade i Catalogue of Life.